# Gordon Hamilton (Badminton)
Gordon Hamilton (* um 1955) ist ein schottischer Badmintonspieler. 

## Karriere
Gordon Hamilton wurde 1972 und 1973 nationaler Juniorenmeister in Schottland. Bei der Junioren-Europameisterschaft 1973 gewann er Bronze. 1977 nahm er an den Badminton-Weltmeisterschaften teil, 1982 an den Commonwealth Games. 1979 und 1988 siegte er bei den nationalen Titelkämpfen, 1980 bei den Irish Open.

## Sportliche Erfolge
| Saison | Veranstaltung                       | Disziplin    | Platz | Name                              |
| ------ | ----------------------------------- | ------------ | ----- | --------------------------------- |
| 1972   | Schottland: Juniorenmeisterschaften | Mixed        | 1     | Gordon Hamilton / Anne Johnstone  |
| 1973   | Schottland: Juniorenmeisterschaften | Mixed        | 1     | Gordon Hamilton / Anne Johnstone  |
| 1973   | Junioren-Europameisterschaft        | Herrendoppel | 3     | Gordon Hamilton / Alan Gilliland  |
| 1977   | Weltmeisterschaft                   | Herrendoppel | 17    | Billy Gilliland / Gordon Hamilton |
| 1979   | Schottland: Einzelmeisterschaften   | Herrendoppel | 1     | Fraser Gow / Gordon Hamilton      |
| 1980   | Irish Open                          | Herrendoppel | 1     | Dan Travers / Gordon Hamilton     |
| 1988   | Schottland: Einzelmeisterschaften   | Mixed        | 1     | Gordon Hamilton / Fiona Stark     |